# Piandimeleto
Piandimeleto település Olaszországban, Marche régióban, Pesaro és Urbino megyében. Lakosainak száma 2029 fő (2023. január 1.). Piandimeleto Carpegna, Lunano, Macerata Feltria, Sant’Angelo in Vado, Sassocorvaro Auditore, Pietrarubbia, Belforte all’Isauro, Frontino, Urbino és Sestino községekkel határos.

## Népesség
A település lakossága az elmúlt években az alábbi módon változott:
| Lakosok száma | 2157 | 2137 | 2029 |
|               | 2017 | 2018 | 2023 |